# أمجد توفيق الشعيبى
أمجد توفيق الشعيبى (29 أغسطس 1979 بعمان في الأردن - ) هو لاعب كرة قدم أردني في مركز الوسط. شارك مع منتخب الأردن لكرة القدم. أما مع النوادي، فقد لعب مع شباب الحسين ونادي الجزيرة ونادي الحزم ونادي الرمثا ونادي النصر ونادي اليرموك.

## وصلات خارجية
- أمجد توفيق الشعيبى على موقع ناشيونال فوتبول تيمز (الإنجليزية)
- أمجد توفيق الشعيبى على موقع كووورة